# تاریخچه حقیقی دارودسته کلی
تاریخچه حقیقی دار و دسته کلی (به انگلیسی: True History of the Kelly Gang) یک رمان نوشته نویسنده استرالیایی، پیتر کری است که اولین بار در سال ۲۰۰۰ توسط دانشگاه کوئینزلند در بریزبن منتشر و در سال ۲۰۰۱ برنده جایزه ادبی من بوکر و جوایز نویسندگان مشترک‌المنافع شد و همچنین در همان سال در لیست کوتاه جایزه مایلز فرانکلین و در سال ۲۰۰۲ نامزد جایزه ایمپک دوبلین شد.